# Dược động học

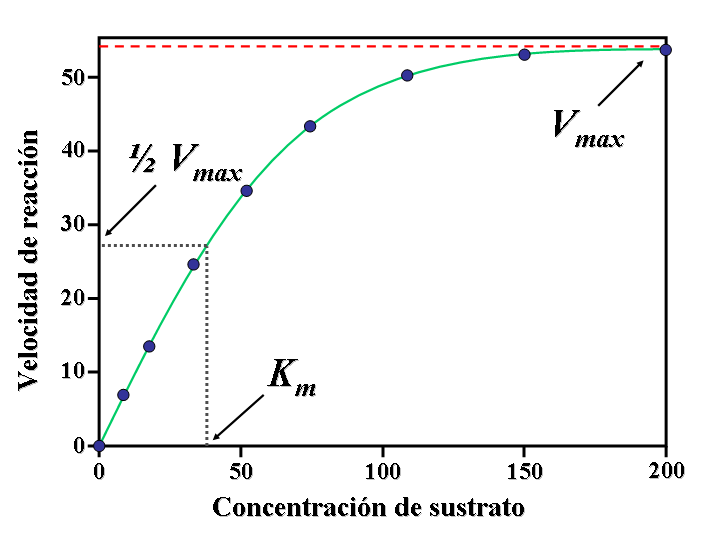
Biểu đồ thể hiện mô hình động học Michaelis-Menten cho mối quan hệ giữa một enzym và một cơ chất: một trong những thông số được nghiên cứu trong dược động học, khi cơ chất là một thuốc dược phẩm.

Dược động học (tiếng Anh: pharmacokinetics, viết tắt là PK, bắt nguồn từ tiếng Hy Lạp cổ pharmakon nghĩa là "dược" và kinetikos nghĩa là "động, đưa vào chuyển động"), là một nhánh của Dược lý học tập trung vào xác định số phận của các chất được cung cấp từ bên ngoài vào một sinh vật sống. Các chất được quan tâm bao gồm các tác nhân dược phẩm, hoócmôn, chất dinh dưỡng và các chất độc. Dược động học tìm cách phát hiện số phận của một thuốc từ lúc nó được cấp vào cơ thể cho đến lúc nó được loại trừ hoàn toàn khỏi cơ thể.
Dược động học mô tả cách cơ thể tác động đến một loại thuốc nhất định sau khi đưa vào cơ thể thông qua các cơ chế hấp thụ và phân phối, cũng như những thay đổi hóa học của thuốc đó trong cơ thể (ví dụ như qua các enzym chuyển hóa như các enzym cytochrome P450 hay glucuronosyltransferase, và các tác động và đường bài tiết của các chất chuyển hóa của thuốc đó. Đặc tính dược động học của các thuốc có thể bị ảnh hưởng bởi các yếu tố như vị trí cấp thuốc và liều thuốc được đưa vào cơ thể. Những yếu tố này có thể ảnh hưởng đến tốc độ và tỷ lệ hấp thụ. Dược động học thường được nghiên cứu phối hợp với dược lực học, môn nghiên cứu về tác dụng dược lý của thuốc trên cơ thể.
Dược động học mô tả mối liên hệ giữa liều và nồng độ thuốc không gắn kết ở vị trí tác động (một thụ thể của thuốc), và đường biểu diễn theo thời gian của nồng độ thuốc trong cơ thể bao gồm các quá trình hấp thu, phân bố, chuyển hoá và thải trừ, thường được đề cập như là ADME.
Dược động học lâm sàng áp dụng các nguyên tắc của dược động học và dược lực học vào từng cá thể riêng biệt. Trong dược động học dựa vào sinh lý, có hai thông số cơ bản là độ thanh thải và thể tích phân bố. 
- Độ thanh thải (Cl)
- Thể tích phân bố (Vd)

Thông số dược động học quan trọng thứ ba là thời gian bán thải, nó có thể đại diện cho hằng số tốc độ thải trừ và được xác định bởi độ thanh thải và thể tích phân bố. 
- Thời gian bán thải (t½)
- Diện tích dưới đường cong (AUC)

## Vai trò của các thông số dược động học
- Cơ sở quyết định thuốc điều trị cho bệnh nhân, liều lượng cần đưa vào của mỗi thuốc, khoảng cách giữa các lần đưa thuốc hoặc hiệu chỉnh liều trong trường hợp có các bất thường về sinh lý, bệnh lý.
- Gợi ý tốt trong việc lựa chọn dạng bào chế và cải tiến dạng bào chế để tạo các dạng thuốc có các thông số dược động học mong muốn.